# Winfield Scott Hancock
Ne doit pas être confondu avec Winfield Scott.
Pour les articles homonymes, voir Hancock.
Winfield Scott Hancock (14 février 1824 - 9 février 1886) est un militaire de carrière et général de l'US Army, le candidat du parti démocrate à l'élection présidentielle américaine de 1880. Il servit dans l'armée pendant quatre décennies, y compris lors de la guerre américano-mexicaine, puis comme général de l'Armée de l'Union lors de la guerre de Sécession. Surnommé par ses collègues « Hancock the Superb » il s'illustra particulièrement lors de la bataille de Gettysburg (1863) au cours de laquelle il fut blessé. Il se distingua également durant la campagne terrestre mais subit une défaite durant le siège de Petersburg. Un historien militaire écrivit « aucun autre général de l'Union ne maîtrisait ses hommes aussi parfaitement que Hancock par la seule force de leur présence. » Ou comme un autre écrivit encore, « ses talents de tacticien lui valurent l'admiration de ses adversaires qui le surnommèrent « la foudre de l'armée du Potomac ». » Après la guerre, Hancock participa à la Reconstruction du Sud, il fut gouverneur du cinquième district militaire du 29 novembre 1867 au 25 mars 1868, puis fut chargé du renforcement de la présence militaire sur la frontier de l'ouest.
La réputation de héros de guerre de Hancock gagnée à Gettysburg associée avec une allégeance sans faille à l'Union et à ses vues pro-étatiques en firent un candidat potentiel pour la quatrième élection présidentielle après la guerre de Sécession. Son intégrité tranchait avec la corruption de la période car comme le président Rutherford B. Hayes le déclara, « si lors de notre estimation d'un homme public, remarquable en tant que soldat et civil, nous pensons à sa qualité, son intégrité, sa pureté, sa franchise et sa dévotion désintéressée, nous pouvons honnêtement dire de Hancock qu'il était parfaitement impeccable. » Cette popularité lui permit de devenir le candidat démocrate à la présidence. Malgré une campagne acharnée, il fut battu par le candidat républicain James Garfield par le plus petit écart de vote populaire de l'histoire américaine.

## Enfance et famille
Winfield Scott Hancock et son vrai frère jumeau Hilary Baker Hancock sont nés le 14 février 1824 à Montgomery Square en Pennsylvanie, un hameau juste au nord de Philadelphie. Ils étaient les fils de Benjamin Franklin Hancock et d'Elizabeth Hoxworth Hancock,. Les jumeaux furent nommés en hommage à Winfield Scott, un éminent général de la guerre anglo-américaine de 1812 qui participa ensuite à la guerre américano-mexicaine et à la guerre de Sécession.

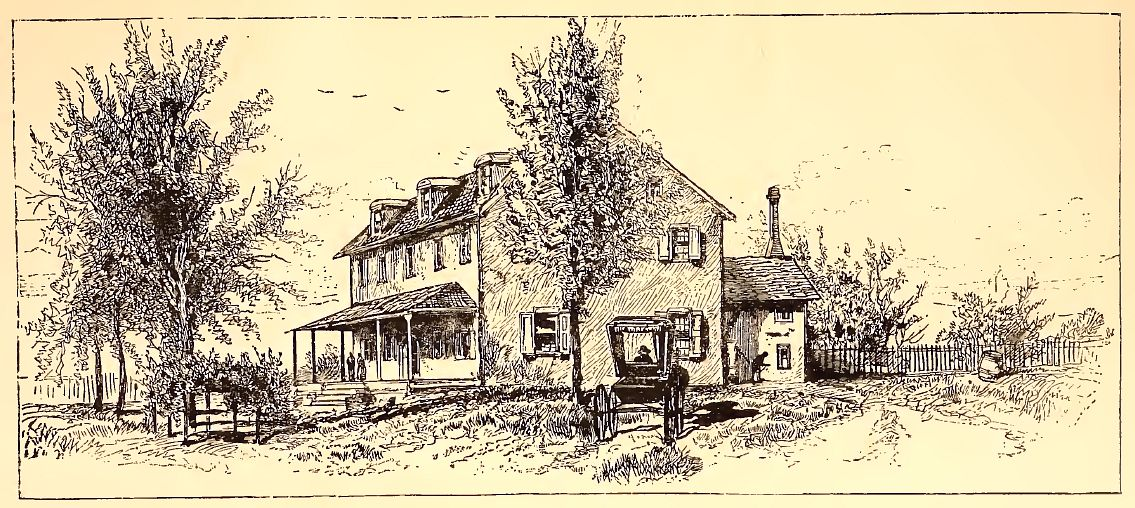
Gravure de la maison où Hancock est né.

Les Hancock et les Hoxworth vivaient dans le comté de Montgomery depuis plusieurs générations et descendaient d'immigrés anglais, écossais et gallois. Benjamin Hancock était instituteur à la naissance de ses fils. Quelques années après leur naissance, il déménagea à Norristown, le siège du comté, où il devint juriste. Benjamin était également diacre dans l'église baptiste et participa au conseil municipal en tant que démocrate.
Hancock fut d'abord éduqué à l'académie de Norristown mais fut ensuite envoyé à l'école publique lorsque la première fut ouverte à Norristown à la fin des années 1830. En 1840, Joseph Fornance, le député local, nomma Hancock à l'académie militaire de West Point. Il se révéla un élève moyen et arriva 18e de sa promotion de 25 en 1844 avant d'être assigné à l'infanterie.

## Début de la carrière militaire

### Guerre américano-mexicaine

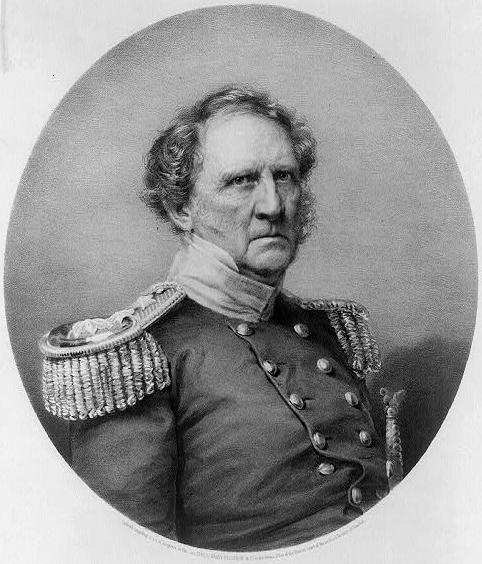
Homonyme et commandant de Hancock au Mexique, Winfield Scott.

Hancock fut breveté sous-lieutenant dans le 6e régiment d'infanterie stationné dans le territoire indien dans la vallée de la rivière rouge. La région était calme et le service de Hancock fut peu mouvementé. Au déclenchement de la guerre américano-mexicaine en 1846, Hancock chercha à obtenir une place sur le front. Il fut initialement assigné à un rôle de recruteur dans le Kentucky et se révéla si performant que ses supérieurs étaient réticents à lui assigner un autre poste. Malgré tout, Hancock rejoignit son régiment en juillet 1847 à Puebla où il servit sous les ordres du général Winfield Scott.
L'armée de Scott avança vers le sud depuis Puebla sans rencontrer de résistance et attaqua Mexico par le sud. Durant la campagne de 1847, Hancock reçut son baptême du feu à Contreras puis à Churubusco. Il fut breveté premier-lieutenant du fait de son service remarquable lors de ces affrontements. Hancock fut blessé au genou à Churubusco et développa de la fièvre. S'il put mener son régiment à Molino del Rey, la fièvre l'empêcha de participer à la percée finale vers Mexico, ce qu'il regretta toute sa vie. Après la victoire finale, Hancock resta au Mexique avec le 6e régiment d'infanterie jusqu'à la signature du traité de Guadalupe Hidalgo en 1848.

### Mariage
Hancock fut détaché dans de nombreuses unités en tant qu'adjudant et quartier-maitre principalement à Fort Snelling dans le Minnesota et à Saint-Louis dans le Missouri. C'est à Saint-Louis qu'il rencontra Almira (« Allie ») Russel et ils se marièrent le 24 janvier 1850. Ils eurent deux enfants, Russel en 1850 et Ada en 1857 mais les deux moururent avant leurs parents. Hancock fut promu capitaine en 1855 et il fut assigné à Fort Myers en Floride. La jeune famille de Hancock l'accompagna à cette nouvelle affectation où Allie Hancock était la seule femme du fort.
L'arrivée de Hancock en Floride coïncida avec la fin de la troisième guerre séminole et il ne participa à aucun combat. Comme la situation en Floride s'était calmée, Hancock fut réassigné à Fort Leavenworth dans le Kansas. Il participa aux affrontements du « Bleeding Kansas » et de la guerre de l'Utah,. Après la résolution de ce conflit, Hancock fut stationné dans le sud de la Californie en novembre 1858. Il y resta avec sa famille jusqu'au déclenchement de la guerre de Sécession en 1861 où il servit sous les ordres du futur général confédéré Albert Sidney Johnston. En Californie, Hancock se lia d'amitié avec de nombreux officiers du sud dont Lewis A. Armistead de Virginie. Au déclenchement de la guerre, Armistead et les autres officiers du Sud rejoignirent l'armée des États confédérés tandis que Hancock restait au service de l'Union.

## Guerre de Sécession

### Armée du Potomac
Hancock retourna à l'est pour rejoindre l'armée de l'Union en tant que quartier-maitre mais fut rapidement promu brigadier-général le 23 septembre 1861 et reçut le commandement d'une brigade d'infanterie dans la division du général William F. Smith au sein de l'armée du Potomac. Il gagna son surnom de « Superb » lors de la campagne de la Péninsule où il organisa une contre-attaque cruciale lors de la bataille de Williamsburg. Le commandant de l'armée, le major-général George McClellan télégraphia à Washington que « Hancock avait été superbe aujourd'hui » et l'appellation resta. McClellan n'exploita pas l'initiative de Hancock et les forces confédérées purent se retirer sans trop de problèmes.
À la bataille d'Antietam, Hancock assuma le commandement de la 1re division du IIe corps à la suite de la blessure mortelle reçue par le major-général Israel B. Richardson. Hancock et son état-major firent une entrée spectaculaire sur le champ de bataille en galopant entre ses troupes et l'ennemi. Ses hommes supposaient que Hancock allait ordonner une contre-attaque contre les confédérés épuisés mais il exécutait les ordres de McClellan de tenir leurs positions. Il mena sa division lors de l'attaque désastreuse sur les Marye's Heights lors de la bataille de Fredericksburg le mois suivant et fut blessé à l'abdomen. À la bataille de Chancellorsville, sa division couvrit la retraite du major-général Joseph Hooker et il fut blessé à une nouvelle reprise. Hancock reçut le commandement du IIe corps à la suite de la bataille et le mena jusqu'à la fin de la guerre.

### Gettysburg

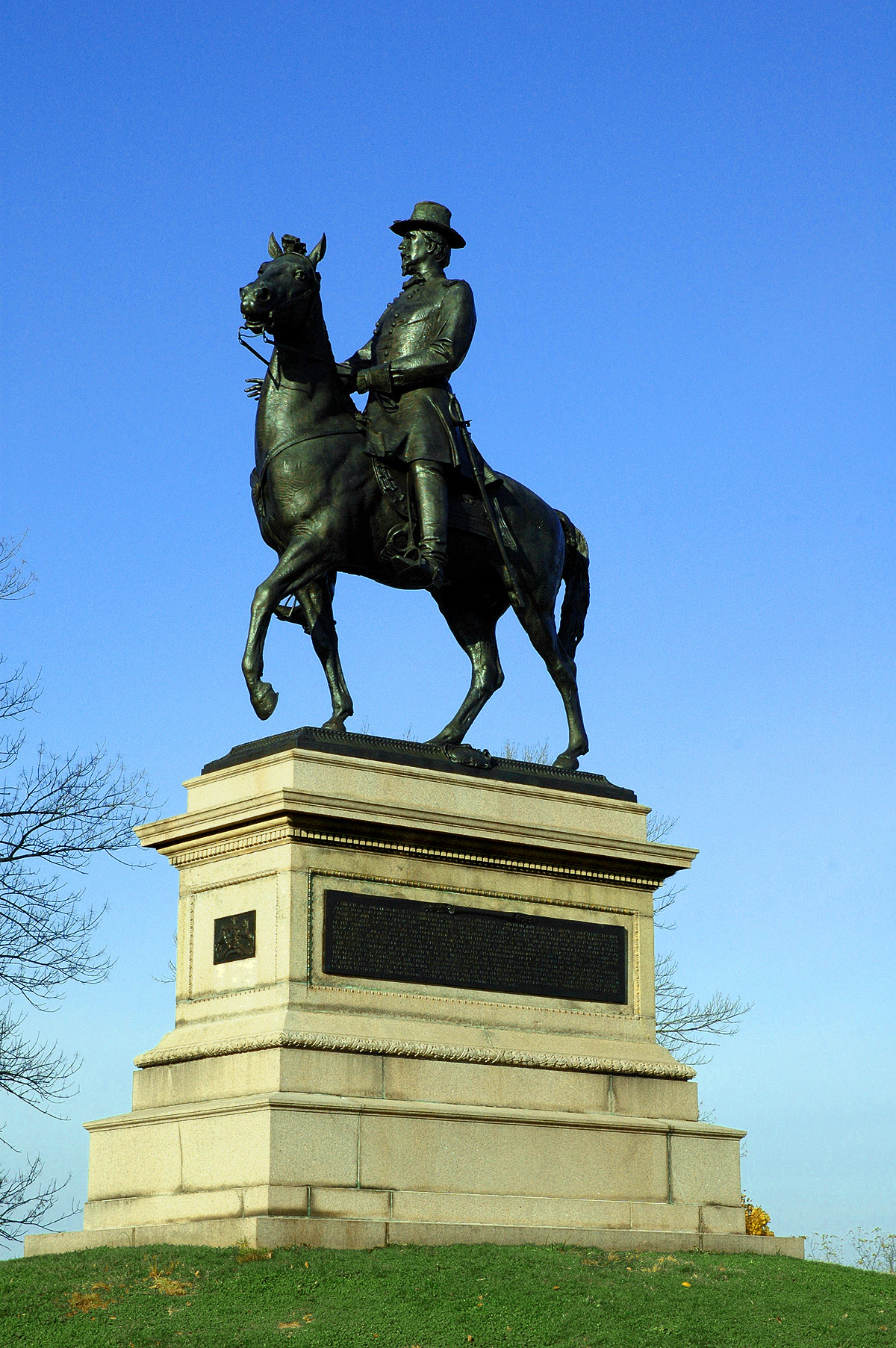
Monument dédié au général Hancock à Cemetery Hill à Gettysburg.

Le plus grand fait d'armes de Hancock en tant que nouveau commandant du IIe corps eut lieu lors de la bataille de Gettysburg entre le 1er et le 3 juillet 1863. Après que son ami, le major-général John F. Reynolds, eut été tué le matin du 1er juillet, le major-général George G. Meade, le nouveau commandant de l'armée du Potomac, envoya Hancock en avant pour prendre le commandement des unités sur le champ de bataille et analyser la situation. Hancock devenait ainsi le commandant temporaire de l'aile gauche de l'armée composée des Ier, IIe, IIIe et XIe corps. Cela démontrait la confiance que Meade lui accordait car Hancock n'était pas l'officier le plus expérimenté de l'armée de l'Union présent à Gettysburg. Hancock et le major-général Oliver O. Howard plus expérimenté se disputèrent brièvement sur cette organisation du commandement mais Hancock s'imposa et il organisa les défenses de l'Union à Cemetery Hill car les confédérés en surnombre repoussaient les Ier et XIe corps vers la ville. Il avait reçu de Meade l'autorité pour retirer des unités et fut par conséquent responsable de la décision de rester sur place et de combattre à Gettysburg. Meade arriva après minuit et le commandement de toutes les unités lui revint.
Le 2 juillet, le IIe corps de Hancock fut positionné sur Cemetery Hill, au centre de la ligne de l'Union tandis que le général confédéré Robert E. Lee lança des assauts sur les deux extrémités de la ligne. Sur la gauche de l'armée de l'Union, l'assaut du général James Longstreet brisa le IIIe corps et Hancock dut envoyer sa 1re division menée par le brigadier-général John C. Caldwell pour renforcer le flanc à Wheatfield. Comme le corps du général Ambrose P. Hill poursuivait ses attaques sur le centre de l'Union, Hancock lança de nouvelles unités dans la bataille. Ainsi il sacrifia le 1er régiment d'infanterie du Minnesota en lui ordonnant de charger une brigade confédérée quatre fois plus nombreuse, ce qui entraina plus de 87 % de pertes dans les rangs du régiment. Bien que coûteux, ce sacrifice permit de gagner du temps pour réorganiser la ligne de défense.

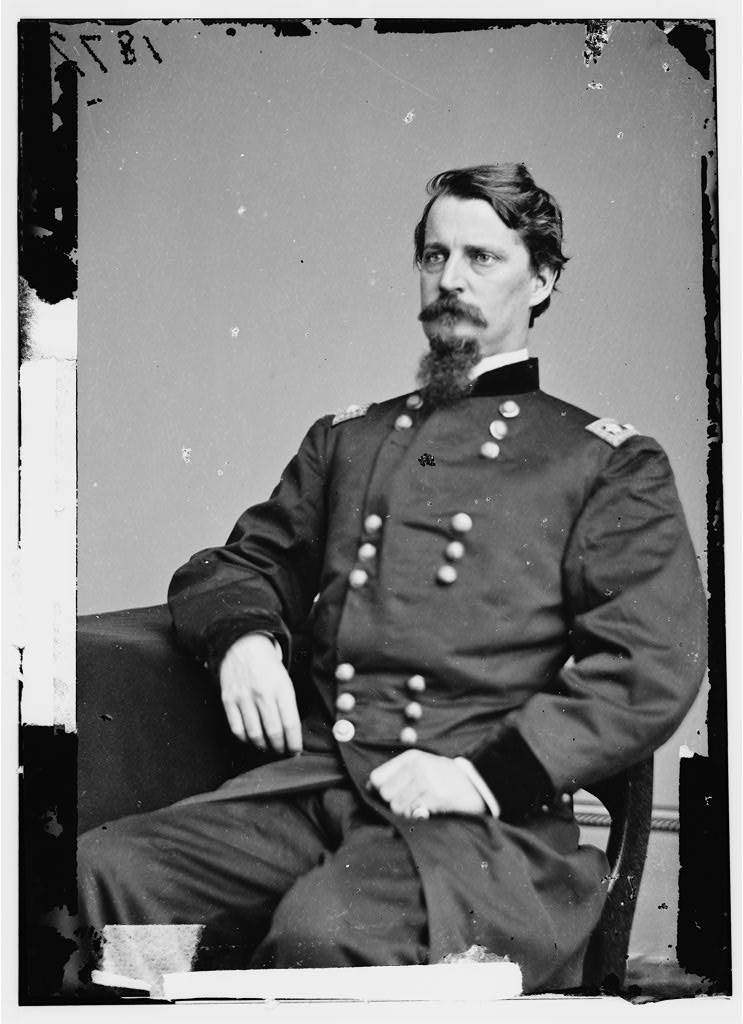
Le major général Winfield Scott Hancock durant la guerre de sécession

Le 3 juillet, Hancock resta à Cemetery Hill et subit le gros de la charge de Pickett. Durant le massif bombardement d'artillerie qui précéda l'assaut de l'infanterie, Hancock passa en revue ses troupes sur son cheval pour les encourager. Lorsque l'un de ses subordonnés protesta, « Général, le commandant du corps ne devrait pas mettre sa vie en risque de cette façon », Hancock aurait répondu « Il y a des fois où la vie d'un commandant de corps ne compte pas. » Durant l'assaut de l'infanterie, son vieil ami maintenant brigadier-général, Lewis A. Armistead mena une brigade de la division du major-général George Pickett, fut blessé et mourut deux jours plus tard. Hancock fut également grièvement blessé après qu'une balle ricochant sur le pommeau de sa selle entra dans sa cuisse avec des éclats de bois et un clou tordu. Descendu de son cheval par ses aides qui appliquèrent un garrot pour stopper l'hémorragie, Hancock retira lui-même le clou provenant de sa selle et, se trompant sur son origine, remarqua ironiquement, « Ils doivent être vraiment à court de munitions pour tirer cela. » Malgré sa douleur, Hancock refusa de se retirer à l'arrière jusqu'à ce que la bataille soit terminée. Il reçut les remerciements du Congrès pour « sa participation héroïque, méritoire et remarquable dans cette grande et décisive victoire. »

### Virginie et fin de la guerre

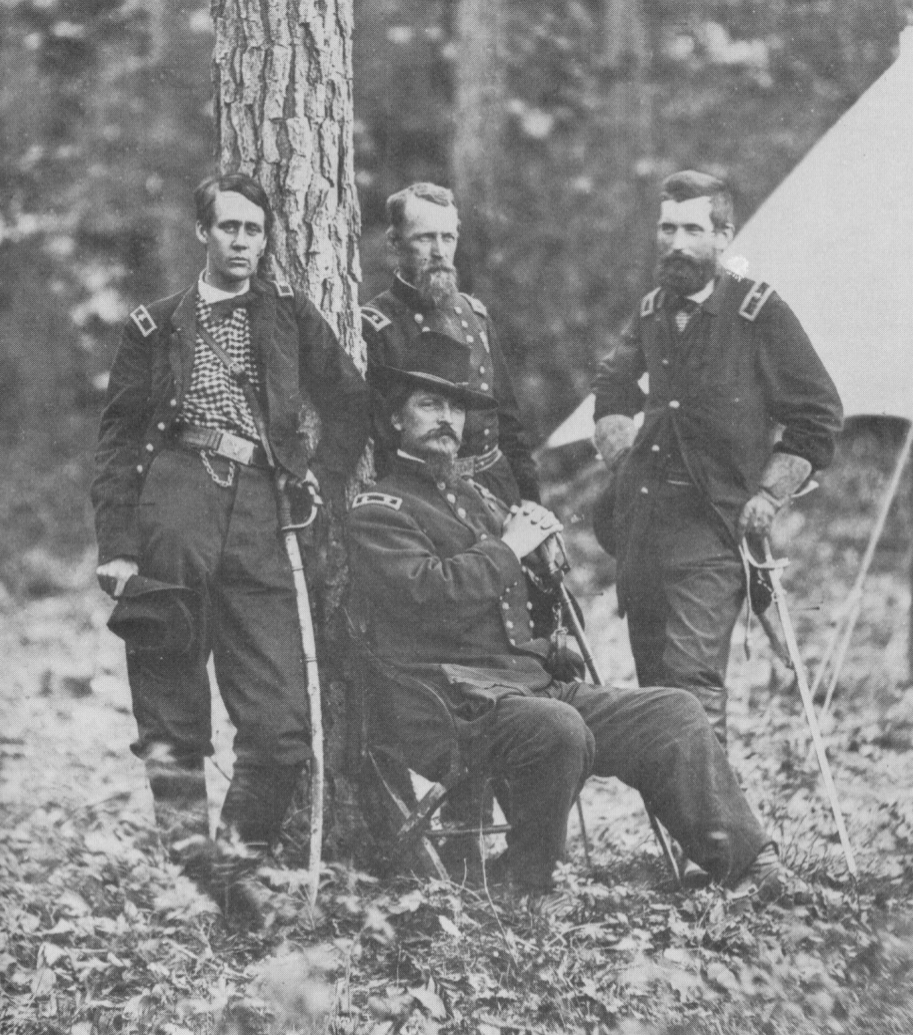
Hancock, entouré par trois de ses commandants de division : Francis C. Barlow, David B. Birney et John Gibbon durant l'Overland Campaign.

Hancock souffrit des effets de sa blessure de Gettysburg jusqu'à la fin de la guerre. Après avoir récupéré à Norristown, il participa à des rôles de recrutement durant l'hiver et il reprit le commandement du IIe corps lors de l'Overland Campaign du général Ulysses S. Grant en 1864 mais il ne récupéra jamais toute sa mobilité et son énergie. Néanmoins, il se distingua lors de la bataille de la Wilderness et commanda un assaut décisif lors de la bataille de Spotsylvania face à la Stonewall Division confédérée. Son corps subit de lourdes pertes lors d'un assaut futile que Grant ordonna à Cold Harbor.
Après que l'armée de Grant eut poursuivi l'armée de Lee en traversant la James River, Hancock se trouva en position de mettre fin à la guerre. Son corps arriva pour soutenir les assauts de Baldy Smith contre les lignes confédérées faiblement défendues devant Petersburg mais il ne lança pas d'attaque sur les conseils de Smith qui connaissait le terrain et avait passé la journée sur le terrain. Les lignes confédérées furent renforcées et l'une des occasions de mettre fin à la guerre fut perdue. Après que son corps eut participé à la bataille de Deep Bottom, Hancock fut promu brigadier-général le 12 aout 1864.
La seule défaite importante de Hancock eut lieu durant le siège de Petersburg. Son IIe corps avança vers le sud de la ville en détruisant les chemins de fer. Le 25 aout, le major-général confédéré Henry Heth lança une contre-attaque à Ream's Station qui brisa le IIe corps et fit de nombreux prisonniers. Malgré sa victoire ultérieure à Hatcher's Run, l'humiliation de Ream's Station, associée aux effets de sa blessure de Gettysburg, contribua à sa décision d'abandonner son commandement en novembre. Il laissa le IIe corps après une année au cours de laquelle il avait subi 40 000 pertes sans obtenir de succès militaires décisifs. Après un rôle de recruteur, il remplaça le major-général Philip Sheridan au commandement dans la vallée de Shenandoah maintenant pacifiée. Il fut breveté major-général pour son service à Spotsylvania le 13 mars 1865.

## Après-guerre

### Exécution des assassins de Lincoln

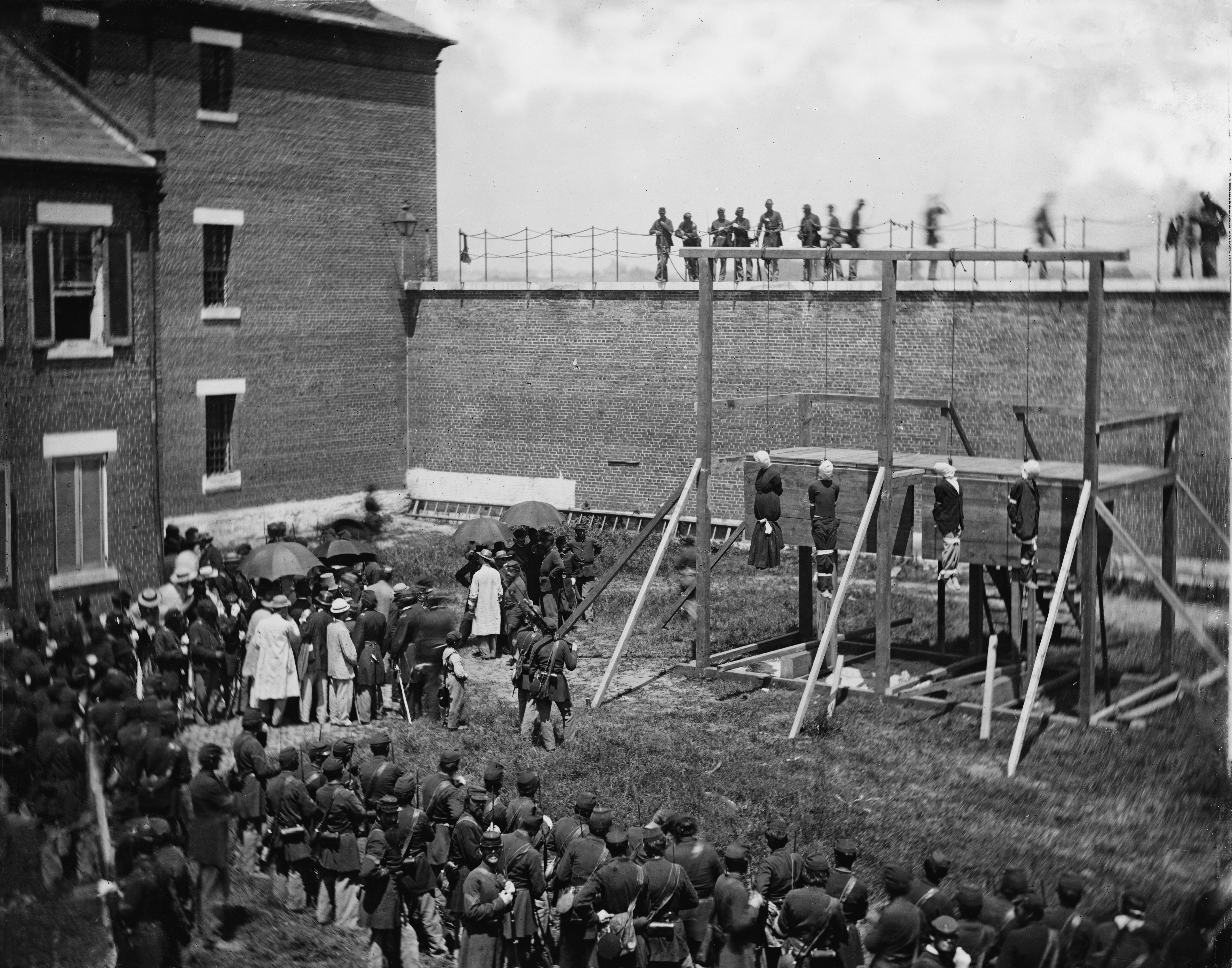
Exécution des conjurés liés à l'assassinat d'Abraham Lincoln, 7 juillet 1865.

À la fin de la guerre, Hancock fut assigné à la supervision de l'exécution des conjurés liés à l'assassinat d'Abraham Lincoln. Lincoln avait été assassiné le 14 avril 1865 et le 9 mai, une commission militaire fut rassemblée pour juger les accusés. L'assassin John Wilkes Booth était déjà mort mais le procès de ses complices eut rapidement lieu et ils furent reconnus coupables. Le président Andrew Johnson ordonna que l'exécution soit menée le 7 juillet. Bien qu'il soit réticent à exécuter certains des conjurés les moins coupables comme Mary Surratt, Hancock exécuta les ordres.

### Service dans les grandes plaines
Après les exécutions, Hancock reçut un commandement de la part du nouveau Middle Military Department dont le quartier-général était à Baltimore. En 1866, sur recommandation de Grant, Hancock fut promu major-général et reçut le commandement du département du Missouri qui incluait les États du Missouri, du Kansas, du Colorado et du Nouveau-Mexique. Hancock fut détaché à Fort Leavenworth dans le Kansas et peu après son arrivée, le général Sherman lui demanda d'aller négocier avec les Sioux et les Cheyennes avec qui les relations s'étaient tendues après le massacre de Sand Creek. Les négociations prirent un mauvais départ et les relations s'aggravèrent encore après que Hancock eut ordonné la destruction d'un village cheyenne abandonné dans le centre du Kansas. La mission de négociations ne put donc pas être considérée comme un succès.

### Reconstruction

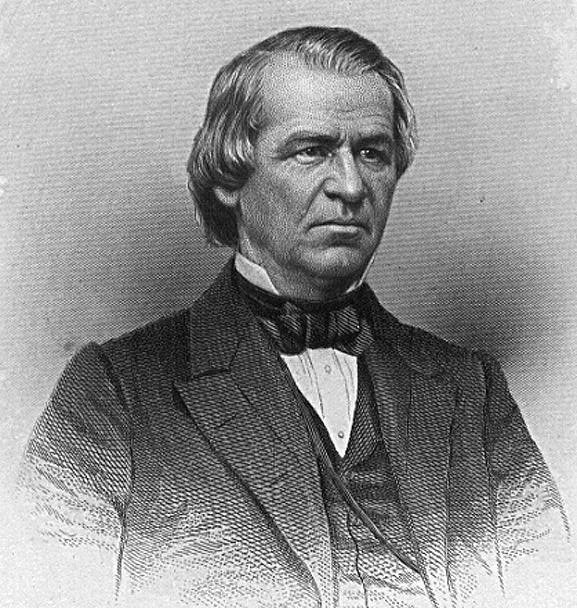
Andrew Johnson considérait que Hancock était le général idéal pour la Reconstruction.

Le service de Hancock dans l'ouest fut bref. Le président Johnson, mécontent de la manière dont les généraux républicains gouvernaient le Sud lors de la période de la Reconstruction leur cherchait des remplaçants. Le général qui dérangeait le plus Johnson était Philip Sheridan et Johnson ordonna au général Grant d'échanger son affectation avec celle de Hancock, considérant que Hancock, un démocrate, gouvernerait d'une manière plus appréciée par Johnson. Bien qu'aucun des deux ne soit enchanté du changement, Sheridan se présenta à Fort Leavenworth et Hancock à La Nouvelle-Orléans.
Ainsi Hancock prenait la responsabilité du cinquième district militaire englobant le Texas et la Louisiane. Presque immédiatement après son arrivée, Hancock s'attira les faveurs de la population blanche conservatrice en appliquant son ordre no 40 le 29 novembre 1867. Dans cet ordre, écrit lors du trajet vers La Nouvelle-Orléans, Hancock exprimait son soutien à la politique de Johnson en écrivant que si les habitants du district se conduisaient de manière paisible et appliquait leurs devoirs alors « l'administration militaire se retirerait pour laisser la place à l'administration civile. » L'ordre de Hancock encouragea les démocrates dans tout le Sud qui espéraient le retour rapide d'une gouvernance civile mais inquiétait les noirs et les républicains qui craignaient un retour à la domination blanche d'avant-guerre.
L'ordre no 40 de Hancock fut rapidement condamné par les républicains à Washington, en particulier par les républicains radicaux tandis que le président Johnson approuva complètement. Inconscient de la situation à Washington, Hancock appliqua son ordre et refusa les demandes des républicains locaux d'user son pouvoir pour faire pencher la balance des élections et des décisions juridiques tout en faisant savoir qu'une opposition ouverte serait réprimée. La popularité de Hancock au sein du parti démocrate en fit un candidat possible pour la nomination du parti à la présidentielle de 1868. Bien que Hancock ait reçu le soutien de nombreux délégués à la convention de 1868, il ne fut pas nommé. Malgré cela, il était un politicien inhabituel car il croyait dans les principes de gouvernement limité et d'autonomie des États du parti démocrate mais ses sentiments anti-sécessionnistes étaient irréprochables.

### Retour dans les grandes plaines
Après la victoire d'Ulysses S. Grant à l'élection présidentielle, les républicains s'imposèrent fermement à Washington. Par conséquent, Hancock fut transféré une nouvelle fois et il fut assigné dans un poste à l'écart de la Reconstruction du Sud dans le département du Dakota. Le département couvrait le Minnesota, le Montana et les Dakotas. Comme lors de son précédent commandement dans l'ouest, Hancock commença une série de conférences avec les chefs amérindiens mais cette fois il parvint à établir une période de paix relative. Les relations s'aggravèrent en 1870 après le massacre de la Marias contre les Pieds-Noirs. Les relations avec les Sioux devinrent conflictuelles du fait de la colonisation blanche des Black Hills en violation du traité de Fort Laramie. On a toutefois évité la guerre pour la durée de sa direction, qui était généralement paisible.
C'est durant son affectation que Hancock eut l'opportunité de contribuer à la création du parc national de Yellowstone. En août 1870, il ordonna au 2e régiment de cavalerie de Fort Ellis de fournir une escorte à l'expédition planifiée par le général Henry Washburn dans la région de Yellowstone. L'expédition, qui donna l'élan à la création du parc, fut connue sous le nom d'expédition Washburn-Langford-Doane. Gustavus C. Doane fut assigné à l'escorte par Hancock et en 1871, le capitaine John Whitney Barlow nomma une montagne au sud du futur parc du nom de Hancock.

### Commandement dans l'est et ambitions politiques
En 1872, le général Meade mourut, laissant Hancock comme le major-général le plus expérimenté de l'armée. Il avait donc droit à un poste plus éminent et le président Grant, soucieux de garder Hancock à l'écart du Sud, lui confia le commandement du département de l'Atlantique dont le quartier-général se trouvait à Fort Columbus à Governors Island à New York. Le vaste département couvrait le nord-est du pays et fut militairement paisible à l'exception de l'implication de l'armée dans la grande grève des cheminots de 1877. Lorsque les cheminots se mirent en grève pour protester contre les réductions de salaire, le système ferroviaire fut paralysé. Les gouverneurs de Pennsylvanie, de Virginie occidentale et du Maryland demandèrent au président Hayes de faire intervenir les troupes fédérales pour mettre fin à la grève. Une fois que les troupes fédérales furent intervenus, la plupart des grévistes reprirent le travail mais il y eut quelques incidents violents.
Tout au long de son affectation à New York, Hancock fit de son mieux pour maintenir ses ambitions politiques. Il reçut quelques votes lors de la convention démocrate de 1876 mais il ne fut pas un sérieux concurrent du gouverneur de New York Samuel J. Tilden qui fut nommé dès le second tour. Le candidat républicain Rutherford B. Hayes gagna l'élection et Hancock concentra ses ambitions pour 1880. La crise électorale liée aux résultats controversés de l'élection de 1876 et la fin de la Reconstruction en 1877 convainquirent de nombreux observateurs que l'élection de 1880 offrait aux démocrates leur plus grande chance de victoire en une génération.

## Élection de 1880

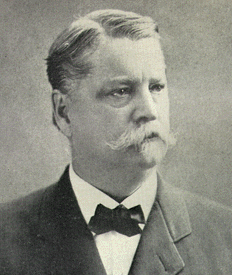
Hancock après la guerre de Sécession.

### Convention démocrate
Le nom de Hancock avait été proposé à plusieurs reprises pour la présidence mais il n'était jamais parvenu à rassembler suffisamment de votes de délégués. En 1880, cependant, ses chances s'améliorèrent. Le président Hayes avait promis qu'il ne briguerait pas un nouveau mandat et l'ancien candidat démocrate Tilden refusa d'être candidat pour des raisons de santé. Parmi les concurrents de Hancock figuraient Thomas Hendricks, Allen G. Thurman, Stephen J. Field (en) et Thomas F. Bayard. La neutralité de Hancock sur la question monétaire et son soutien prolongé au Sud (grâce à son ordre no 40) faisait que Hancock, plus que les autres candidats, disposait d'un soutien national. Lors de la convention démocrate de juin 1880 à Cincinnati, Hancock arriva en tête au premier tour mais n'avait pas de majorité. Au second tour, il rassembla les deux tiers des votes nécessaires et William H. English de l'Indiana fut choisi comme colistier.

### Campagne contre Garfield

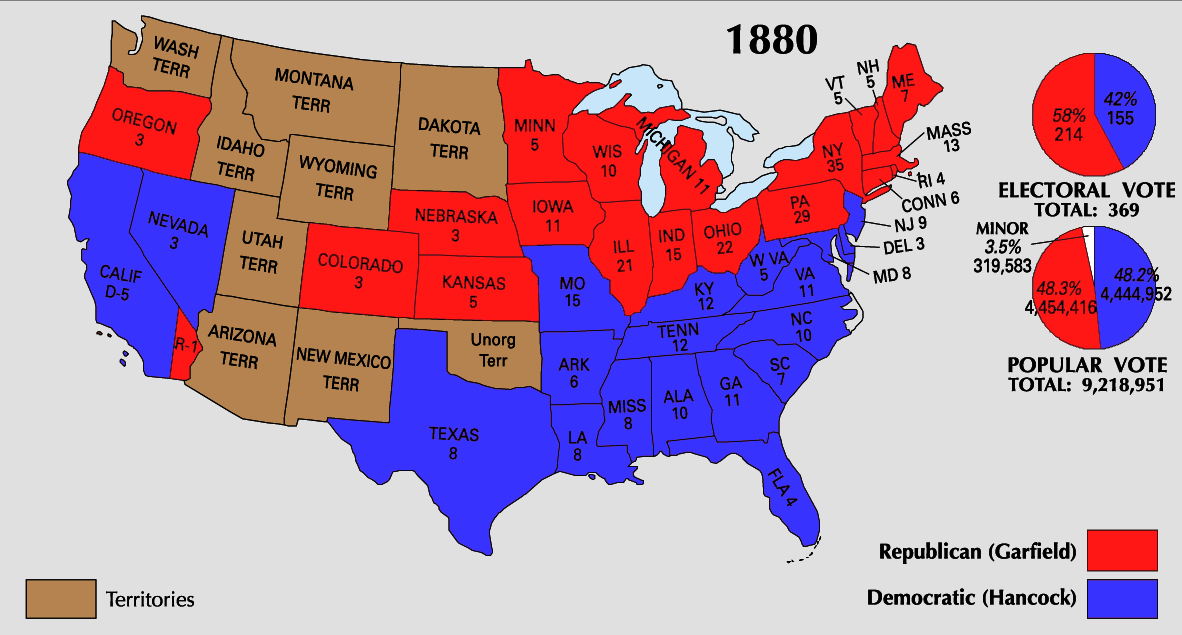
Résultats de l'élection de 1880

Les républicains choisirent James A. Garfield, un représentant de l'Ohio et un habile politicien. Hancock et les démocrates s'attendaient à remporter le soutien des États du Sud des États-Unis mais avaient besoin de gagner quelques États du nord pour remporter l'élection. Les deux candidats avaient des programmes relativement similaires et les républicains étaient réticents à attaquer Hancock personnellement du fait de sa réputation de héros de guerre. La seule différence politique que les républicains étaient capables d'exploiter était la question des droits de douane. Les démocrates voulaient supprimer ces droits sur les produits manufacturés et conserver uniquement ceux taxant les revenus. Les partisans de Garfield exploitèrent cela pour dépeindre les démocrates comme insensibles à la souffrance des ouvriers de l'industrie qui bénéficiaient des droits de douane élevés. Cette question réduisit considérablement le soutien aux démocrates dans les États industriels du nord. Finalement, tous les États du nord, à l'exception du New Jersey votèrent pour Garfield. Le vote populaire fut le plus serré de l'histoire américaine avec moins de 2 000 voix d'écart mais Garfield remporta une solide victoire parmi le collège électoral des États-Unis avec 214 voix contre 155.

## Fin de vie

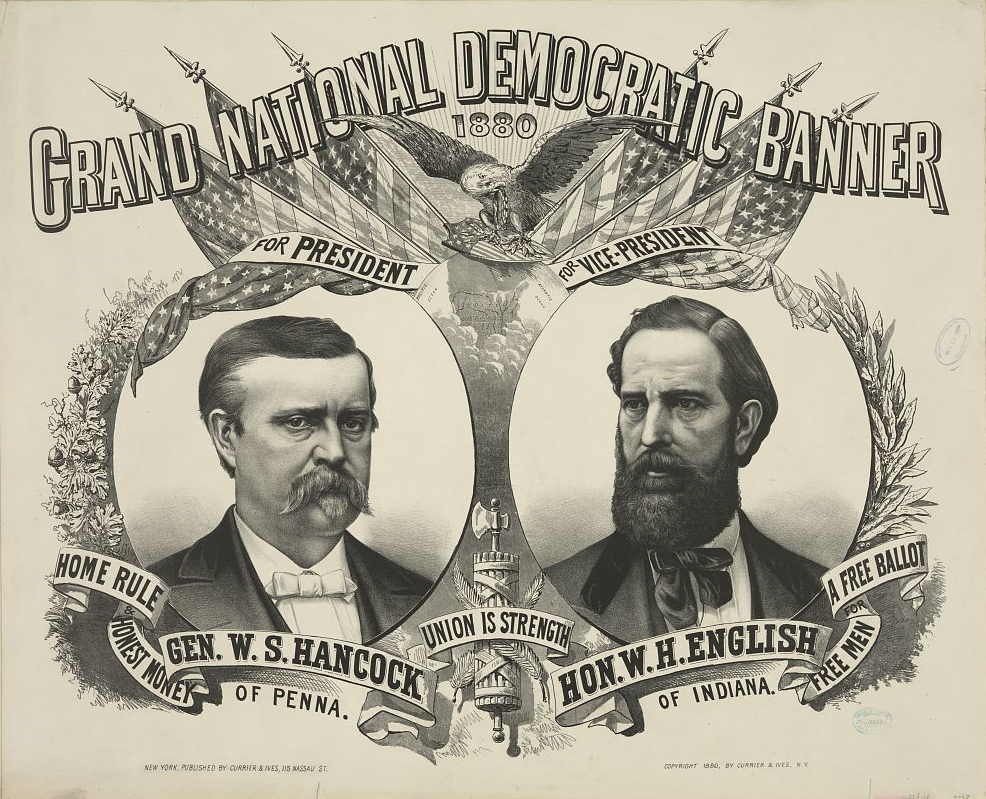
Affiche de campagne des démocrates en 1880

Hancock accepta sa défaite avec sérénité et assista à l'investiture de Garfield. Après l'élection il retourna à son poste de commandant du département de l'Atlantique. Il fut élu président de la National Rifle Association en 1881 expliquant que l'« objectif de la NRA était d'accroitre la puissance militaire du pays en rendant l'habileté aux armes aussi répandue qu'au moment de la Révolution ». Hancock fut également le premier président de la Military Service Institution of the United States de 1878 jusqu'à sa mort en 1886. Il fut commandant en chef de l'organisation de vétérans MOLLUS de 1879 jusqu'à sa mort. La dernière apparition publique majeure de Hancock eut lieu lors des funérailles de Grant en 1885 même s'il fit également un voyage moins médiatisé à Gettysburg la même année.
Hancock mourut le 9 février 1886 à Governors Island, toujours en commandement du département militaire de l'Atlantique, des suites d'un anthrax staphylococcique compliqué par un diabète sucré,. Il fut enterré au cimetière de Montgomery près de Norristown en Pennsylvanie. Même si ses deux enfants étaient morts avant lui, son fils Russel eut trois enfants. Son épouse, Almira, publia Reminiscences of Winfield Scott Hancock en 1887.
En 1893, le général républicain Francis A. Walker écrivit, « Bien que je n'aie pas voté pour le général Hancock, je suis convaincu que l'une des meilleures choses qu'a perdu la nation ces dernières années a été l'exemple et l'influence de ce splendide et majestueux gentleman à la Maison-Blanche. Peut-être que ce que les deux partis reconnaissent avoir été malheureux durant les treize dernières années aurait été évité si le général Hancock avait été élu. »

## Hommages

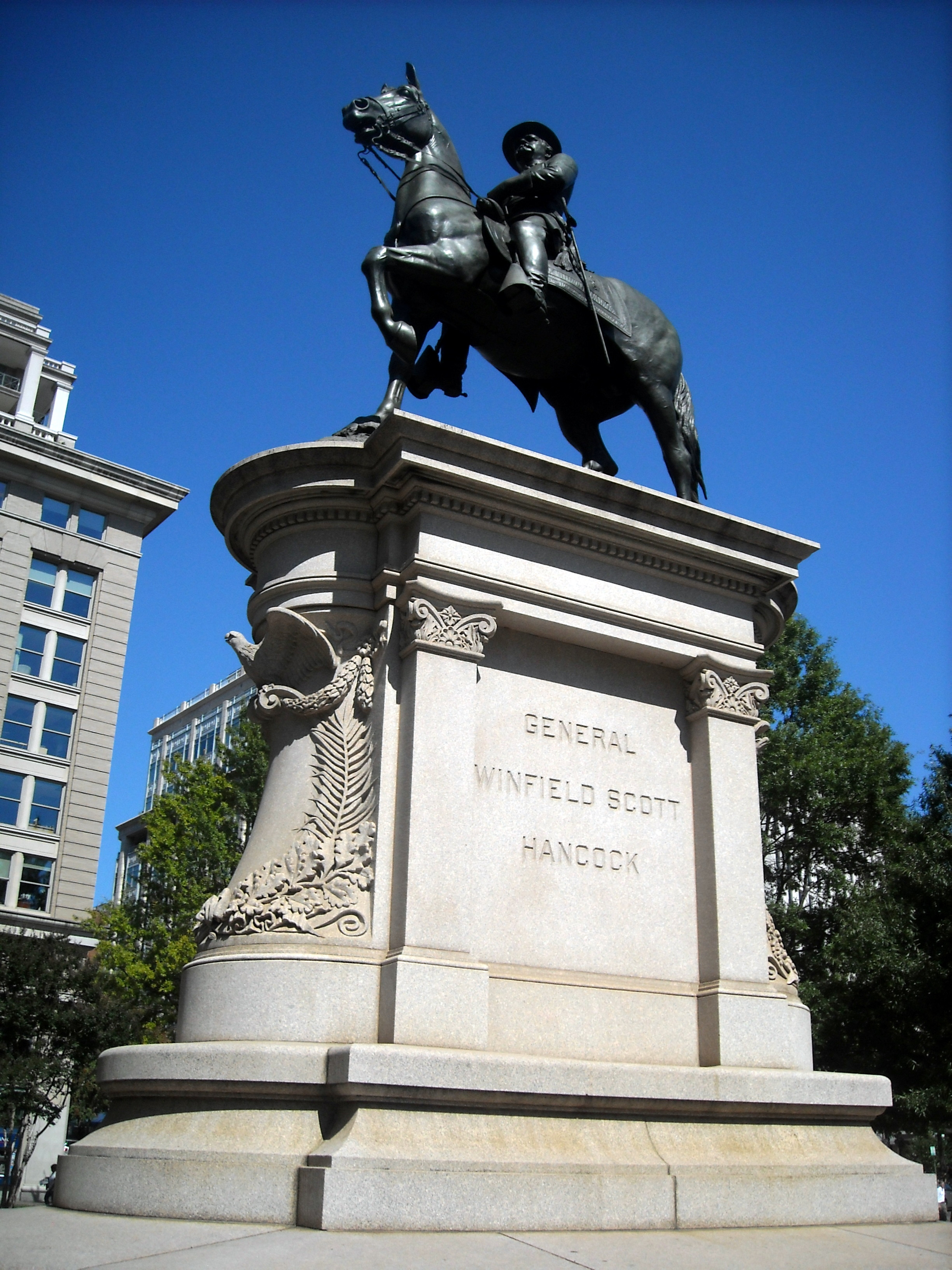
Mémorial du général Winfield Scott Hancock à Washington.

Winfield Scott Hancock a été honoré par de nombreuses statues :
- Une statue équestre sur l'est de Cemetery Hill sur le champ de bataille de Gettysburg.
- Une statue portrait dans le Pennsylvania Memorial à Gettysburg.
- Un haut-relief représentant Hancock blessé lors de la charge de Pickett sur le New York State Monument à Gettysburg.
- Une statue équestre à l'intersection de Pennsylvania Avenue et de 7th Street à Washington.
- Une statue équestre au sommet du mémorial Smith de la guerre de Sécession à Fairmount Park, à Philadelphie, en Pennsylvanie réalisée par John Quincy Adams Ward (au sommet de la jetée nord)[85].
- Un buste en bronze dans le parc Hancock de New York réalisé par le sculpteur James Wilson Alexander MacDonald.

Le portrait de Hancock figurait sur les assignats en argent de 2 $ de 1886. Entre 1 500 et 2 000 de ces billets existent toujours dans diverses collections numismatiques.

## Dans la culture populaire
Hancock est un important personnage des romans historiques sur la guerre de Sécession écrits par la famille Shaara : The Killer Angels de Michael Shaara et Gods and Generals et The Last Full Measure de Jeff Shaara. Dans les films Gettysburg (1993) et Gods and Generals (2003) basés sur les deux premiers romans, il est joué par Brian Mallon et est présenté dans les deux cas sous une lumière favorable. Plusieurs scènes du roman Gods and Generals qui représentent Hancock et son ami Lewis Armistead dans le Sud de la Californie avant la guerre ne figurent pas dans le film.